# بوسرو
بوسرو (به ایتالیایی: Bussero) یک کومونه در ایتالیا است که در استان میلان واقع شده‌است.

## خصوصیات
بوسرو ۴٫۶ کیلومترمربع مساحت و ۸٬۵۸۹ نفر جمعیت دارد و ۱۴۲ متر بالاتر از سطح دریا واقع شده‌است.